# Олимп (древний город)

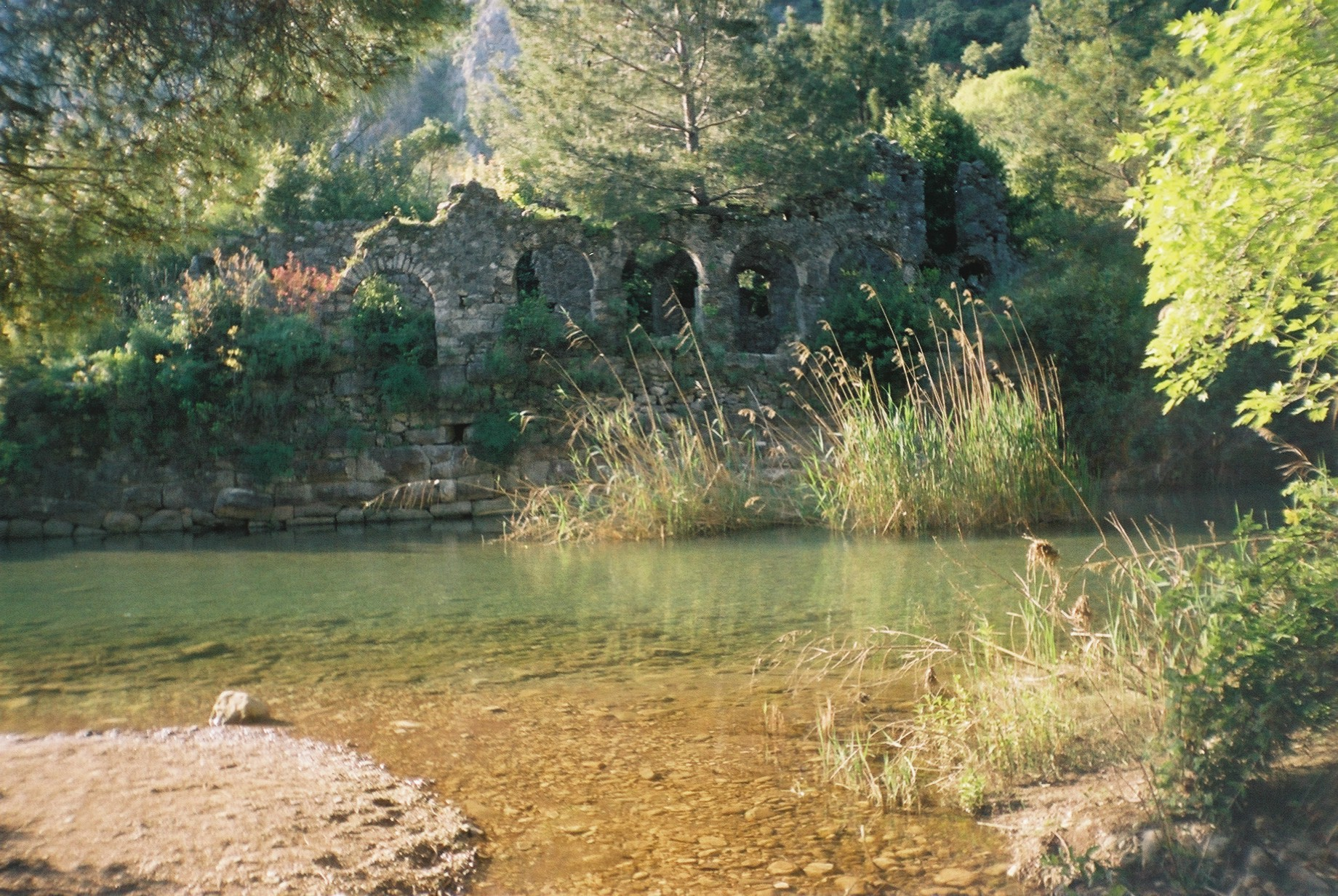

Оли́мп (др.-греч. Ὄλυμπος, лат. Olympus) — руины древнего города в Ликии, около села Чиралы, в 70 километрах от Анталии.

## История
Античный город был построен выше небольшого залива в глубоком ущелье, вдоль небольшой речки и известно, что во II веке до н. э. стал членом Ликийского союза. Олимп вместе с городом Фаселис временами подвергался грабежам киликийских пиратов и до 67 года до. н. э. служил для них базой. Согласно Плутарху, пираты «справляли в Олимпе странные, непонятные празднества и совершали какие-то таинства; из них до сих пор имеют ещё распространение таинства Митры, впервые введённые ими».   
Культ бога огня и кузнечного дела Гефеста, процветавший в городе, был по-видимому, обязан своим возникновением находящимся рядом так называемым «вечным огням» на горе Янарташ, связанной с мифом о Химере.   
В 42 году до н. э. город официально перешёл под владычество римлян. В римский период достиг наивысшего расцвета. В III веке здесь уже существовала епископская кафедра. В последующие столетия, уже во времена Византийской империи город утратил своё значение и был окончательно покинут жителями в VII веке из-за набегов арабов.
Остатки города, сохранившиеся до наших дней, относятся к эллинистическому, римскому и восточноримскому (византийскому) периодам. Город сильно зарос и довольно плохо сохранился, он менее ухожен по сравнению с другими памятниками древности, но имеет своё лицо. Старое русло реки, остатки крепостных стен, колоннада, развалины совсем небольшого театра (на 500 зрителей), заросшие зеленью остатки зданий. Вход платный и стоит 10 евро по курсу в турецких лирах (410 лир на апрель 2025 г.).
Раскопки и реставрация производятся специалистами Археологического музея Антальи. 

## Галерея

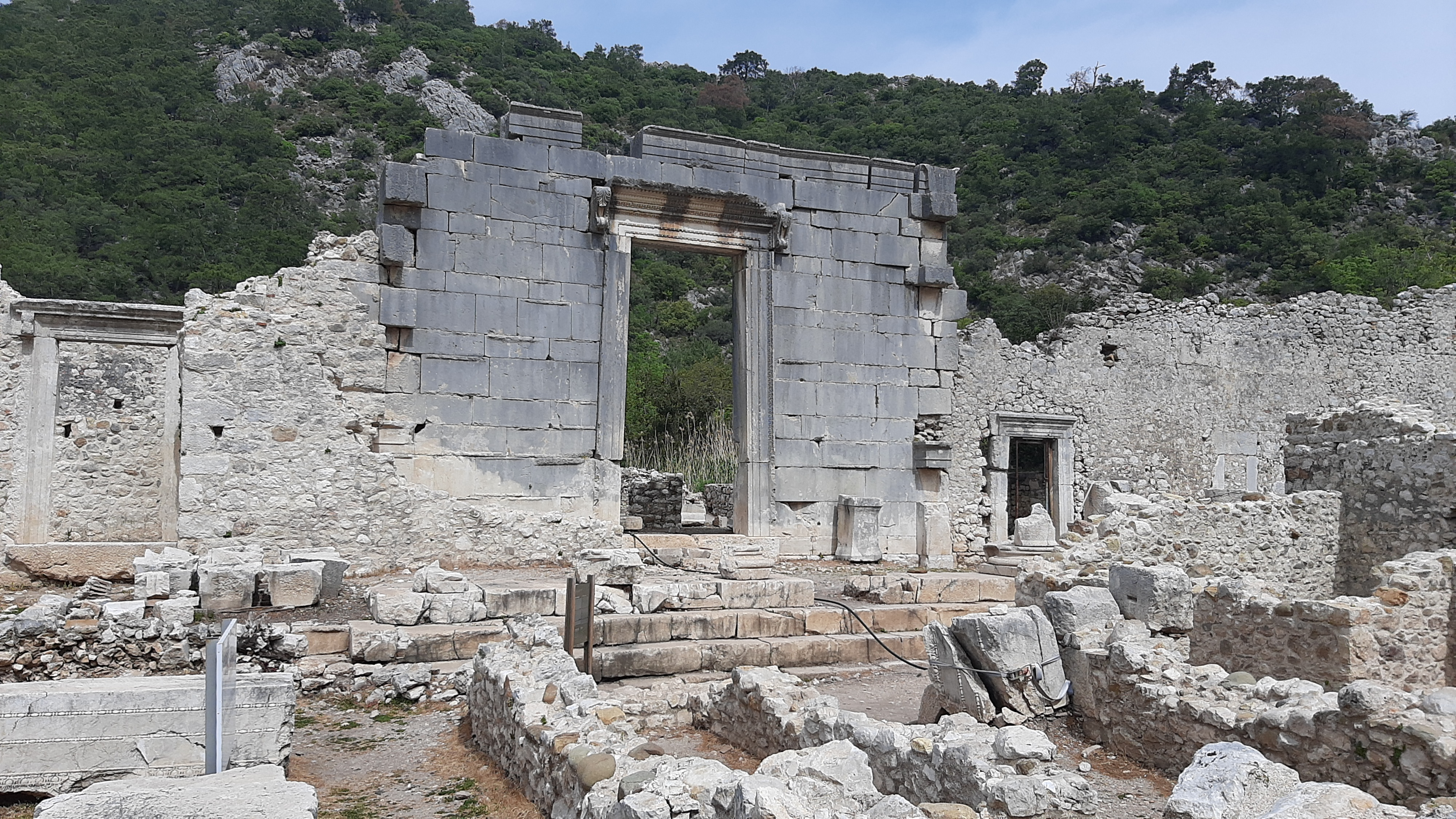
Храм Марка Аврелия
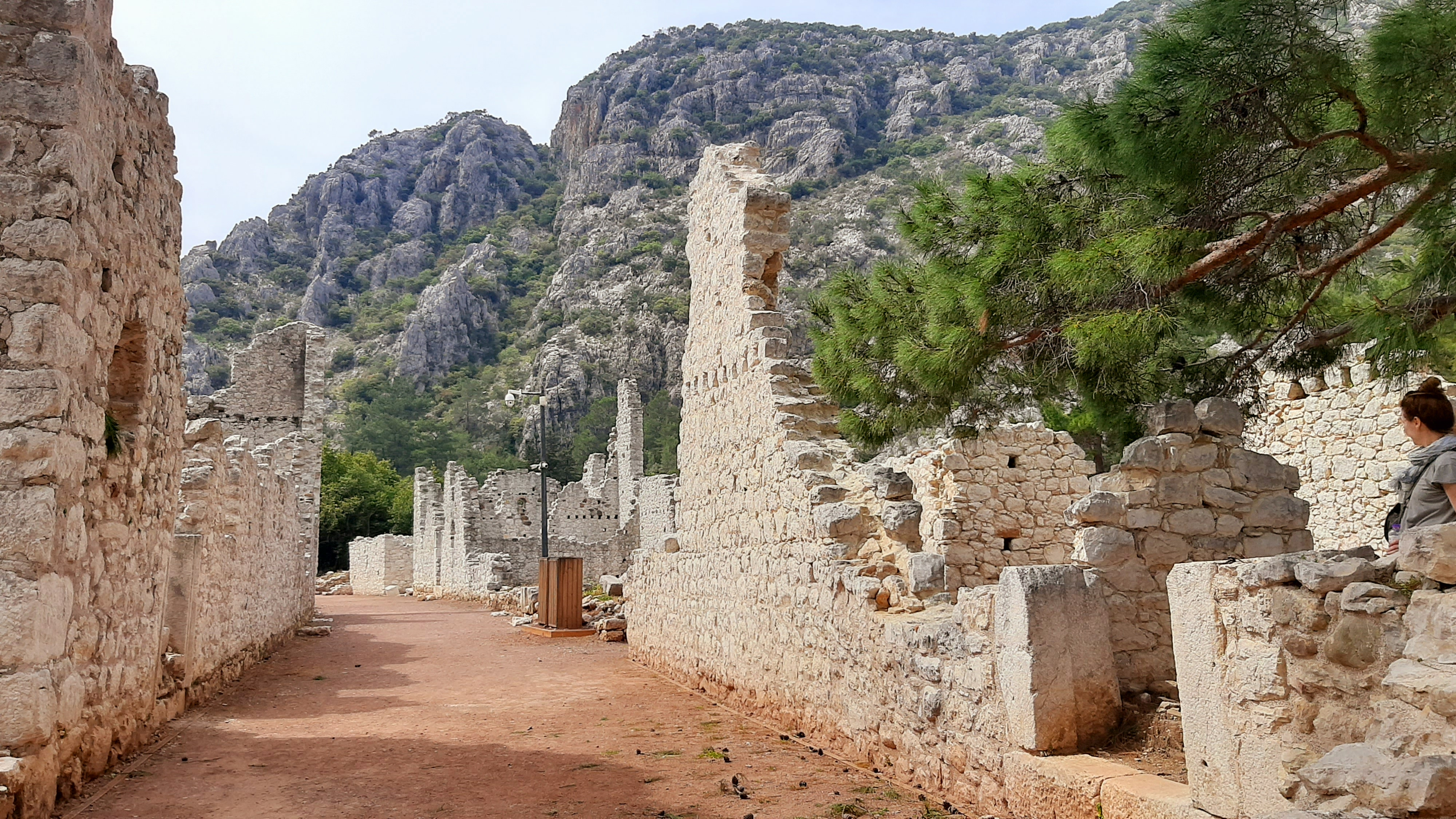
Улица в Олимпе
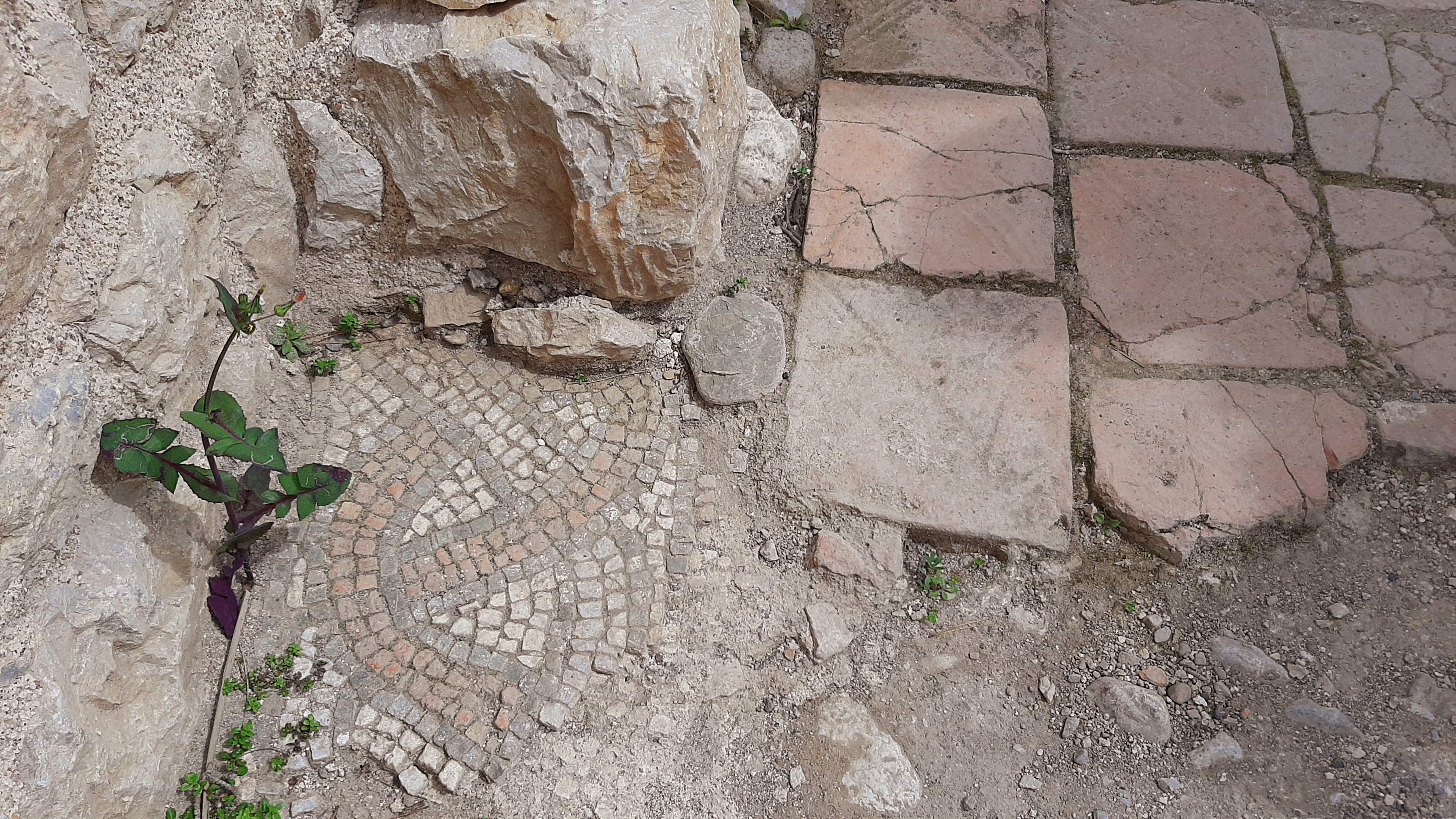
Фрагмент мозаики
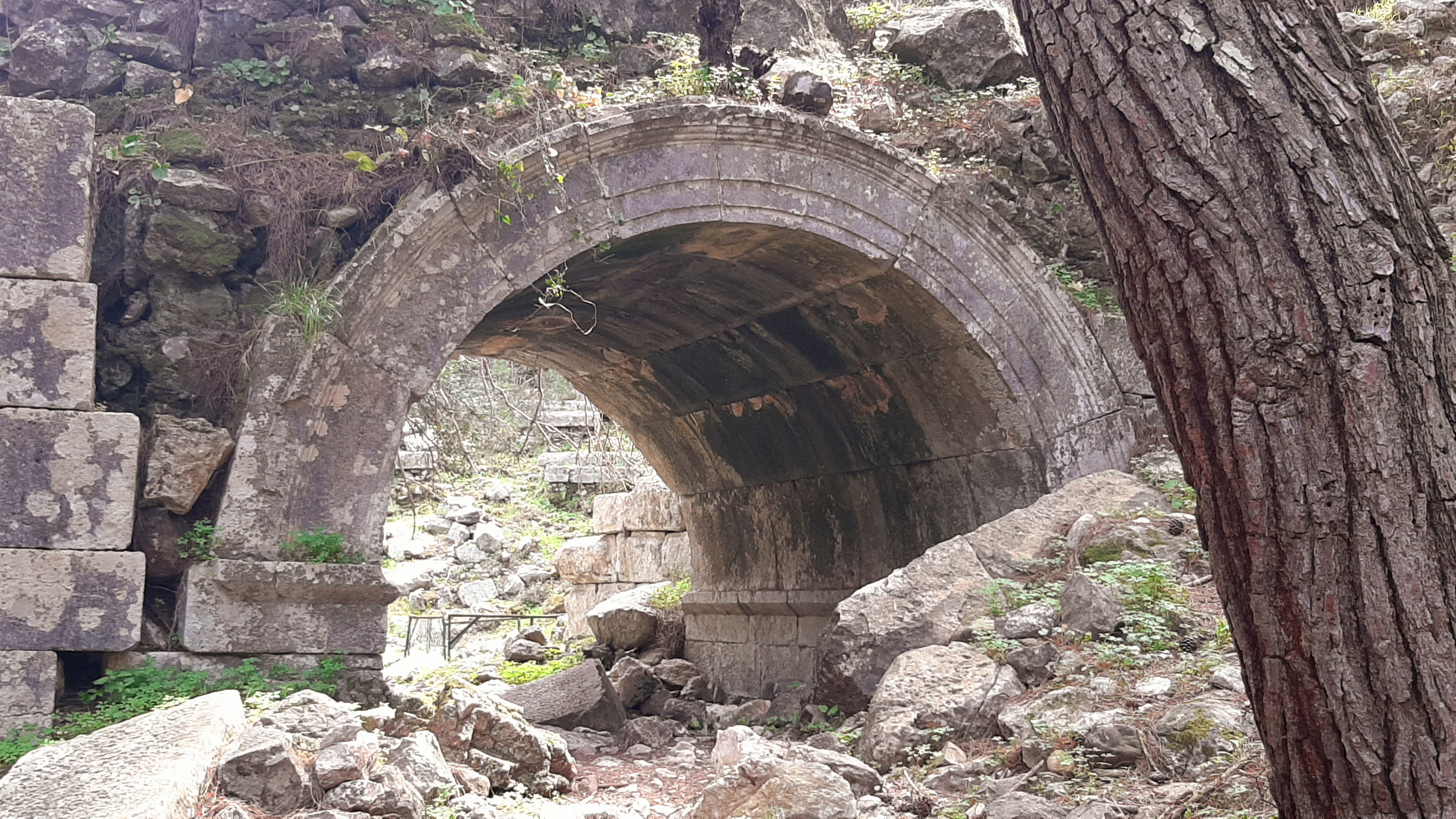
Вход в театр
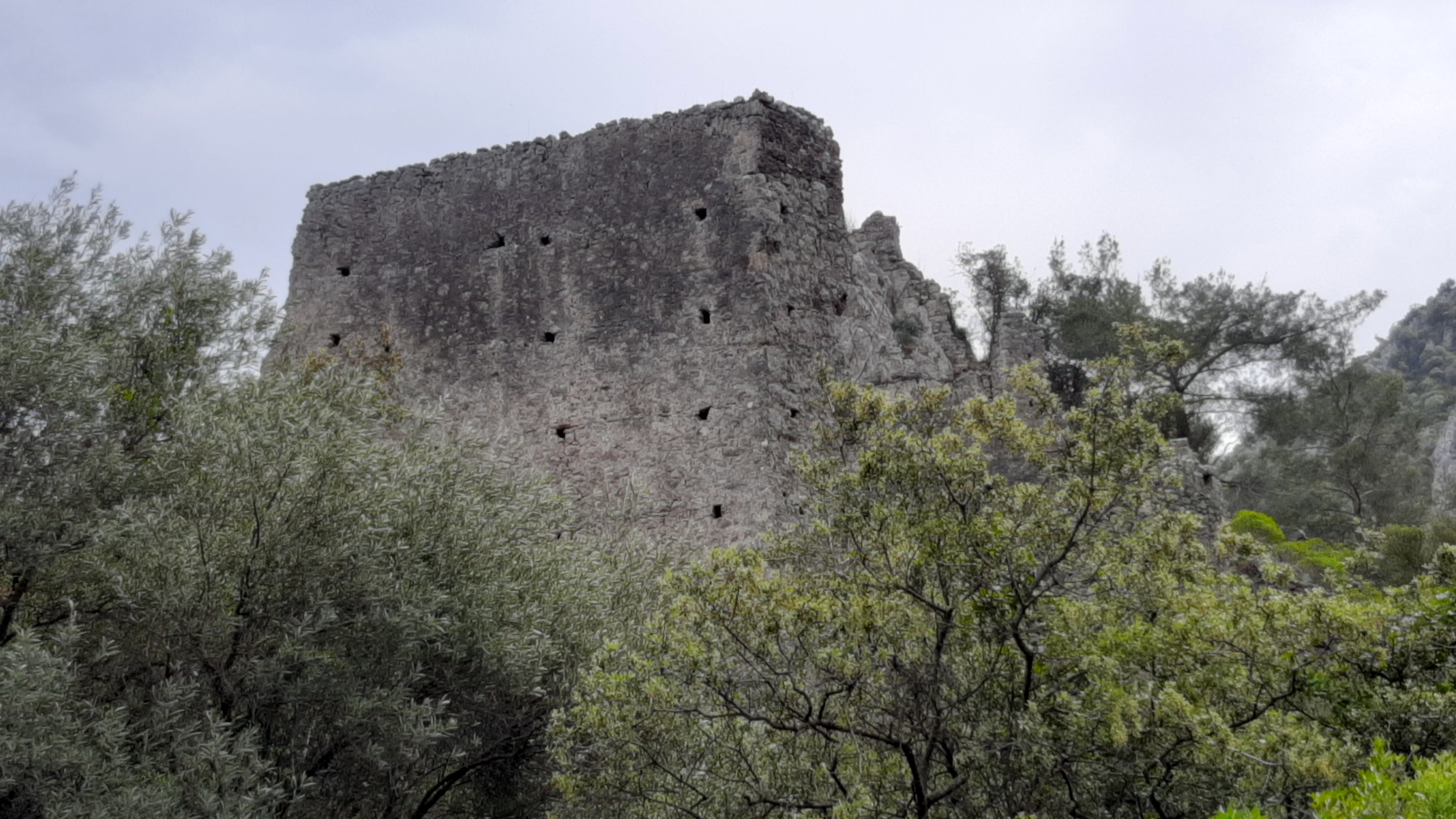
Акрополь